# Бретт Голман
Бретт Голман (англ. Brett Trevor Holman; 27 березня 1984; Сідней) — австралійський футболіст, півзахисник, гравець голландського «АЗ» та збірної Австралії. Свою кар'єру він почав у чемпіонаті Австралії за «Парраматта Пауер». Потім чотири сезони з 2002 до 2006 року виступав за голландський клуб «Ексельсіор». З 2006 до 2008 року захищав кольори клубу Ередивізії «НЕК». З 2008 року виступає за «АЗ». У складі цієї команди він у сезоні 2008/2009 виграв Ередивізію та суперкубок Нідерландів.

## Досягнення
- Переможець Юнацького чемпіонату ОФК: 2001
- Переможець Еерсте-Дивізії: 2005/2006
- Чемпіон Нідерландів: 2008/09
- Володар Суперкубка Нідерландів з футболу: 2009
- Срібний призер Кубка Азії: 2011